# 65daysofstatic
65daysofstatic (ook bekend onder de afkortingen 65dos, 65days, of gewoon 65) zijn een instrumentale postrock band uit Sheffield, Engeland.
De band gebruikt zware, progressieve, door gitaar gestuwde instrumentale delen met live drum. Ze samplen ook muziek.

## Geschiedenis
De band is oorspronkelijk gevormd in 2001 als een trio, bestaande uit Joe Shrewsbury, Paul Wolinski en Iain Armstrong. Een van de vele verhalen die de band heeft verteld over de oorsprong van hun naam is dat ze gevormd zijn om voor de soundtrack van een onuitgegeven en onbekende John Carpenter film Stealth Bomber met Kurt Russell te zorgen. De film ging over '65 Days of Static' een periode na een globale breakdown in communicatie en infrastructuur, waaruit ze dus waarschijnlijk hun naam haalden.
De line-up van de band is merkbaar veranderd sinds de oorspronkelijke vorming. Armstrong vertrok in mei 2003, en vormde een nieuwe band, Actionier. Feedle speelde eventjes mee en schreef aan de eerste single uit The Fall of Math, "Retreat! Retreat!". Tegen het einde van 2003 werden Rob Jones (drums) en Gareth Hughes (bass) aangeworven, waarna ze met vier waren. Gareth vertrok rond de tijd van het uitgeven van hun debuutalbum The Fall of Math, en speelt momenteel in Saving:Mitsuko. Simon Wright speelt nu de basgitaar.
In 2005 werd Alkaline Trio's single "Burn" van het album Crimson door hun geremixt. Het nummer verscheen op een 7" vinyl uit een set van 2. In hetzelfde jaar remixten ze ook "...Spooks the Horse," een liedje door Youthmovie Soundtrack Strategies.
The Destruction of Small Ideas, hun derde album, werd op 30 april 2007 uitgegeven. Het liedje Don't Go Down to Sorrow werd drie weken eerder als single uitgebracht, op 9 april, samen met een nieuw liedje Morning in the Knife Quarter en een remix van The Major Cities of the World Are Being Destroyed One by One by the Monsters.

## Live
De groep heeft herhaaldelijk gezegd dat ze ervan houden live te spelen. Naarmate het einde van 2005 naderbij kwam zeiden ze dat ze teleurgesteld waren slechts 91 optredens in dat jaar gespeeld te hebben.
In 2006 speelden ze voor hun grootste publiek dat jaar op het Summer Sonic Festival in Japan, naast bands als Metallica, Lostprophets, Linkin Park en Deftones. 2006 was tevens het jaar van hun eerste Europese tour, waarin onder meer België, Nederland, Duitsland, Italië en Frankrijk aangedaan werden.

## Invloeden
Invloeden van 65daysofstatic zijn onder andere:
- Explosions in the Sky
- Mogwai
- Slint
- Oceansize

## Discografie

### Albums
- The Fall of Math (september 2004)
- One Time for All Time (oktober 2005)
- The Destruction of Small Ideas (april 2007)
- Escape From New York (april 2009)
- We Were Exploding Anyway (april 2010)
- Wild Light (september 2013)

### Singles & ep's
- Stumble.Stop.Repeat. (december 2003)
- Retreat! Retreat! (november 2004)
- Hole (maart 2005)
- Radio Protector (februari 2006)
- Don't Go Down to Sorrow (maart/april 2007)

### Soundtrack
- No Man's Sky: Music for an Infinite Universe (2016)